# Ética de los macrodatos
La ética de los macrodatos, también conocida sencillamente como ética de datos se refiere a la sistematización, defensa y promoción de conceptos que apoyen un comportamiento correcto así como denuncien comportamientos incorrectos en relación con el uso de datos, en particular de  información personal Desde el alborear del Internet observamos que la cantidad y calidad de los datos está aumentando dramáticamente y de manera exponencial. Este fenómeno ve nacer el concepto de  macrodato, que describe esta enorme cantidad de datos, la cual es tan voluminosa y compleja que la aplicación de técnicas, procedimientos y software tradicionales se vuelven inadecuados para su tratamiento. Por ejemplo, innovaciones recientes en la investigación médica y del ámbito de la salud, como la investigación sobre la secuenciación del genoma humano, las técnicas de imaginería de alta resolución , los registros electrónicos de pacientes y una gran cantidad de dispositivos de saludo conectados a la red ha generado un uso masivo de datos  que en un futuro no lejano podría alcanzar el nivel de exabyte. En este contexto reflexión ética sobre el uso de datos es de pertinencia creciente, considerando la escala e impacto del uso de los datos en contextos sociales, pues informan y pueden ser la base de servicios y políticas sociales y de salud, que tienen una directa implicación con la existencia y devenir humano.  
La ética de datos puede considerarse una rama diferente respecto a la ética de la información, pues el foco de esta última se coloca en asuntos de  propiedad intelectual y se preocupa por conectar la actividad de bibliotecarios, archivistas, y profesionales de información, mientras la ética de datos está más preocupada por el uso realizado por responsables de la recolección, del uso y de la diseminación de datos estructurados o no estructurados como compañías especializadas, empresas y gobiernos.

## Principios
La ética de datos se conecta con los siguientes principios:
1. Propiedad - Los datos son propiedad de la persona que los produce
2. Transparencia de transacción  - Si se utilizan datos personales, sería importante tener un acceso transparente al diseño de algoritmo utilizado para agregar los datos en datasets y otras formas de visualización o recomendación sucesivas.
3. Consentimiento - Si un individuo o una figura jurídica ldesea utilizar un dato personal,  necesita consentimiento informado y explícito de quien posee los datos sobre el tipo de movimientos de datos personales que se generarán es decir, desde quién hacia quién, cuándo, y para qué propósito.
4. Privacidad - Si se realizan transacciones con los datos, deben realizarse todos los esfuerzos posibles para preservar la privacidad de las personas cuyos datos hayan sido utilizados
5. Transacciones - Los propietarios de los datos tendrían que ser conscientes de las transacciones financieras o monetización que resulta del uso de sus datos personales, así como la escala de estas transacciones.
6. Apertura - Los datos agregados en conjuntos tendrían que ser libremente accesibles como datos abiertos.

### Propiedad
La propiedad de los datos implica determinar los derechos y deberes sobre la propiedad. El concepto de propiedad de los datos está vinculado a la capacidad de ejercer control sobre los datos personales y limitar su intercambio. La cuestión de la propiedad se plantea cuando una persona registra sus observaciones sobre otra. Tanto el observador como el observado reclaman. También se plantea la cuestión de las responsabilidades que el observador y el observado tienen el uno frente al otro. Desde la escala masiva y la sistematización de la observación de las personas y sus pensamientos como resultado de Internet, es cada vez más importante abordar estas cuestiones. La cuestión de la propiedad de los datos personales se sitúa en un territorio desconocido entre la propiedad corporativa, la propiedad intelectual y la esclavitud. La cuestión de la propiedad de una identidad digital.
Las leyes europeas, Reglamento General de Protección de Datos, indican que los individuos son propietarios de sus datos personales.

### Transparencia de transacción
Se han planteado preocupaciones sobre cómo los prejuicios pueden integrarse en el diseño de algoritmos, dando lugar a una opresión sistemática.
En términos de gobernanza, la ética de los macrodatos se ocupa de qué tipos de inferencias y predicciones deben hacerse utilizando tecnologías de macrodatos como los algoritmos.
La gobernanza anticipatoria es la práctica de utilizar análisis predictivo para evaluar posibles comportamientos futuros, lo que tiene implicaciones éticas porque permite centrarse en determinados grupos y lugares, lo que puede fomentar los prejuicios y la discriminación. Por ejemplo, la policía predictiva destaca ciertos grupos o barrios que deben ser vigilados más de cerca que otros, lo que lleva a más sanciones en estas zonas y a una vigilancia más estrecha de quienes encajan en los mismos perfiles que los sancionados.
El término "control creep" se refiere a los datos que se han generado con un fin determinado, pero que se reutilizan. Esta práctica se observa en los datos del sector de las aerolíneas, que se han reutilizado para elaborar perfiles y gestionar los riesgos de seguridad en los aeropuertos.

### Privacidad
Por ejemplo, el intercambio de datos sanitarios puede arrojar luz sobre las causas de las enfermedades, los efectos de los tratamientos y permitir análisis personalizados basados en las necesidades de las personas. Esto tiene una importancia ética en el campo de la ética de los macrodatos porque, aunque muchos valoran la privacidad, las posibilidades de compartir datos también son muy valiosas, aunque puedan contradecir la propia concepción de la privacidad. Las actitudes contrarias a compartir datos pueden basarse en la percepción de una pérdida de control sobre los datos y en el miedo a la explotación de los datos personales. Sin embargo, es posible extraer el valor de los datos sin comprometer la privacidad.
Algunos académicos, como Jonathan H. King y Neil M. Richards, están redefiniendo el significado tradicional de privacidad, y otros cuestionan si la privacidad sigue existiendo o no. En un artículo de 2014 para la Wake Forest Law Review, King y Richard sostienen que la privacidad en la era digital puede entenderse no en términos de secreto, sino de normativas que regulan y controlan el uso de la información personal. En la Unión Europea, el derecho al olvido faculta a los países de la UE a obligar a eliminar o desvincular datos personales de las bases de datos a petición de un individuo si la información se considera irrelevante o anticuada. Según Andrew Hoskins, esta ley demuestra el pánico moral de los miembros de la UE ante la pérdida percibida de privacidad y la capacidad de gobernar la información personal.

## La función de las instituciones

### Estados Nacionales
La soberanía de datos se refiere al control de un gobierno sobre los datos que se generan y recogen dentro de un país. El asunto de soberanía de datos se convirtió en un tema crítico cuándo Edward Snowden filtró información de gobierno de los EE. UU. sobre un número de gobiernos y personas que el gobierno de EE.UU. monitoreaba sin el conocimiento de los mismos. Esto incitó muchos gobiernos para reconsiderar su aproximación a la soberanía de dato y la seguridad de los datos de la ciudadanía.
Sin embargo, por el otro lado J. De Jong-Chen subraya cómo la restricción de flujo de datos puede obstaculizar descubrimiento científico, para la desventaja de muchos pero particularmente de los países en desarrollo. Este tema implica una preocupación considerable para la ética de los datos debido a la tensión entre la ciberseguridad y el desarrollo global.

### Bancos
Los bancos se colocan habitualmente en una posición de preservadores de la riqueza de una sociedad. Su política de datos implica normalmente una relación de confianza con sus clientes para cuidar sus valores. Un banco estaría llamado a no abrir, bajo ningún concepto, una serie de datos (fuentes de ingresos, por ejemplo) a competidores. Sin embargo, algunas fuentes de ingresos ilegales podrían tener implicaciones éticas fundamentales, como lactividades económicas que encierran formas de evasión fiscal, violación de derechos humanos, de engaño a la clientela, lo cual tiene como resultado la necesidad de revelar esos datos.

## Elementos provenientes del periodismo, pertinentes para una ética de datos.
Las revelaciones de Edward Snowden en junio de 2013 han marcado un punto de inflexión en el  debate público sobre la ética de datos. La publicación continua de documentos filtrados sobre la actividad de vigilancia del gobierno USA ha revelado detalles desconocidos sobre dicho aparato de vigilancia global basado en la NSA en cooperación con tres de sus socios "Five Eyes": Australia (ASD), el Reino Unido  (GCHQ), y Canadá  (CSEC).
En Holanda, el babci ING Bank hizo una declaración pública sobre sus intenciones alrededor de uso de datos.
También el escándalo Facebook-Cambridge Analytica tuvo implicaciones sobre las formas en las que se usaban los datos personales de los usuarios. En este conocido caso la colección de dato personales de hasta más de 87 millones de Facebook usuarios fue utilizada en un intento de influir las opiniones de los votantes en relación con el Brexit en el 2016 y las campañas 2015/6 de elecciones USA a favor de Donald Trump.

## Actos legislativos relacionados con la ética de datos
En 26 de octubre de 2001 en USA se implemento un "Patriot Act", en respuesta a la preocupación que los americanos sentían por los ataques del 11 de septiembre. En términos generales dicho acto activaba formas de vigilancia para proteger a la ciudadanía de actos terroristas, con claras implicaciones sobre la privacidad y manipulación de datos
El 25 de mayo de 2018 se dio efecto a la Reglamento General de Protección de Datos 2016/679 (GDPR, General Data Protection Regulation) en el contexto de la Unión Europea. El GDPR ha focalizado el control para la ciudadanía europea respecto del uso de datos por parte de servicios y compañías dentro y fuera del territorio europeo, que extraen o usan datos de ciudadanos europeos. Requiere a proveedores de servicios digitales y plataformas que informen sobre sus políticas de datos, y que permitan al usuario requerir informaciones sobre sus propios datos, así como tener un referente visible por la gestión de datos. Así mismo, el ciudadano puede solicitar la cancelación de sus registros de datos. 